# Eadberht de Northumbria
Eadberht (fallecido el 20 de agosto de 768) fue rey de Northumbria de 737 o 738 a 758. Fue hermano de Ecgbert, Arzobispo de York. Su reinado es visto como un retorno a las imperiales de Northumbria y pudo representar un periodo de prosperidad económica. Afrontó oposición interna de dinastías rivales y al menos dos rivales reales o potenciales fueron asesinados durante su reinado. En 758 abdicó a favor de su hijo Oswulf y entró como monje en York.

## Orígenes
Eadberht se convirtió en gobernante de Northumbria tras la segunda abdicación de su primo Ceolwulf, que entró en el monasterio en Lindisfarne. A diferencia de su primera abdicación, en la que intervino la fuerza, Ceolwulf esta segunda, a favor de Eadberto, puede haber sido voluntaria.

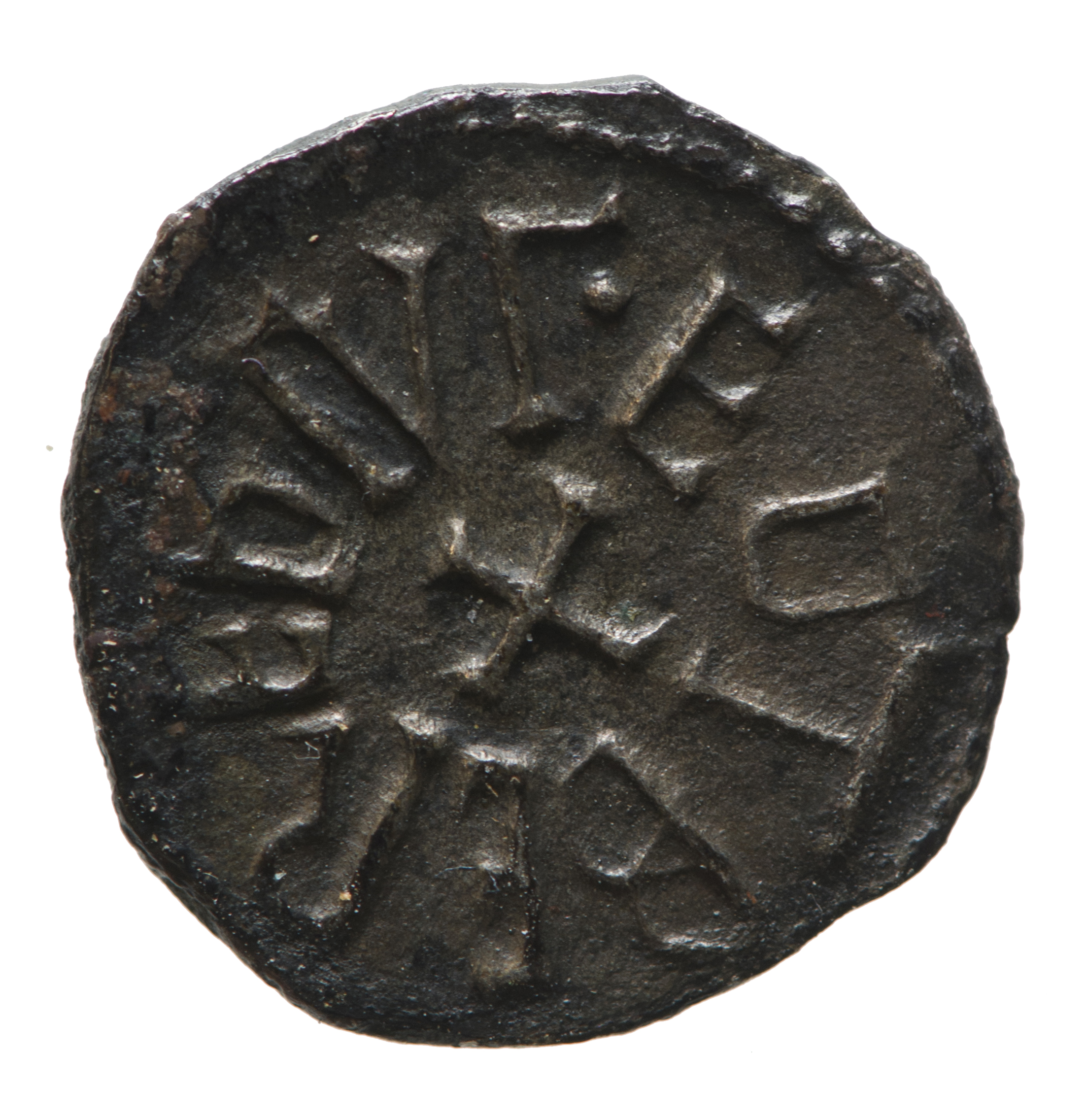
Plata sceatta de Eadberht

Eadberht hijo de Eata era descendiente de Ida de Bernicia a través de sus hijos, bien de Ocga (Crónica anglosajona y Anglian colección) bien de Eadric (Historia Brittonum).  La rama del familiar a la que perteneció Eadberht recibía el nombre de Leodwaldings, por su abuelo, y abuelo de Ceolwulf, Leodwald hijo de Ecgwulf. La genealogía da Eadberht da a su padre Eata el cognomen de Glin Mawr.

## Northumbria
Eadberht parece haber afrontado oposición de familias rivales a lo largo de su reinado. Eardwine, probablemente hijo de Eadwulf, y abuelo del rey futuro rey Eardwulf, fue asesinado en 740. En 750 Offa, hijo de Aldfrith fue sacado del santuario de Lindisfarne y asesinado tras un asedio, mientras que el Obispo Cynewulf de Lindisfarne, que presumiblemente había apoyado Offa, fue destronado y detenido en York. La importancia de fundaciones religiosas en las luchas políticas y familiares en Northumbria es aparente. La familia de Eardwine está asociada con Ripon, Offa y Ceolwulf con Lindisfarne, y Hexham parece haber apoyado reyes y nobles enfrentados con Lindisfarne. Eadberht, aun así, como hermano del Arzobispo de York, disfrutó el soporte del más grande prelado de Northumbria.
El reinado de Eadberht vio grandes reformas en el tema de la acuñación, y algunas monedas mencionan al rey Eadberht y al Arzobispo Ecgberht. Kirby Concluye que "las indicaciones son que Eadberht traía prosperidad nueva a su reino." Una carta enviada por Papa Pablo I a Eadberht y Ecgberht, ordenándoles devolver las tierras tomadas al Abad Fothred, y entregada a su hermano Moll, presumiblemente el futuro rey Æthelwald Moll, sugiere que Eadberht intentó recuperar algunos de los vastos territorios donados a la iglesia en reinados precedentes.

## Vecinos
Kirby sugiere que "un resurgimiento de las ambiciones norteñas del siglo séptimo había evidentemente ocurrido entre los northumbrianos en la corte de Eadberht".
El primer registro de los esfuerzos de Eadberht para recrear este dominio aparecr en 740, el año de la muerte de Earnwine. Se informa de una guerra entre Pictos y Northumbria, durante la que Æthelbald de Mercia, aprovechó la ausencia de Eadberht para saquear sus tierras. La razón para esta guerra es incierta, pero Woolf sugiere que esté relacionada con el asesinato de Earnwine. El padre de Earnwine había estado exiliado en el norte tras su derrota en la guerra civil de 705–706, y pueda ser que el rey picto Óengus, o Æthelbald, o ambos, hubieran intentado situarle en el trono de Northumbria.
En 750, Eadberht conquistó la llanura de Kyle y en 756,  atacó junto al rey Óengus a los Britanos de Alt Clut:
En el año de la encarnación del Señor 756, el rey Eadberht en el decimoctavo año de su reinado, y Unust, rey de los Pictos dirigieron sus ejércitos a la ciudad de Dumbarton. Y por ello los britanos aceptaron términos allí, en el primer día del mes de agosto. Pero en el décimo día del mismo mes pereció casi el ejército entero qué  dirija de Ouania a Niwanbirig.
Aquel Ouania es Govan es ahora razonablemente seguro, pero la ubicación de Newanbirig no lo es tanto. A pesar de que hay muchos Newburghs,  es Newburgh-upon-Tyne cerca de Hexham la ubicación preferida . Una interpretación alternativa de los acontecimientos de 756 identifica Newanbirig con Newborough cerca de Lichfield en el reino de Mercia. Una derrota aquí para Eadberht y Óengus por los mercianos de Æthelbald correspondería con las leyendas de la fundación de San Andres de que un rey llamado Óengus hijo de Fergus fundó la iglesia allí como acción de gracias a San Andrés por salvarle después de una derrota en Mercia.

## Abdicación
Eadberht abdicó en 758, entrando al monasterio dependiente de la catedral de York. Su muerte allí en 768 consta en la crónica de Symeon de Durham. Su Historia de la Iglesia de Durham registra que Eadberht fue enterrado en el porche de la catedral, junto a su hermano Ecgberht, que había muerto en 766.
Su hijo Oswulf le sucedió, pero fue asesinado antes de un del año. Aun así, el marido de su hija Osgifu, Alhred se convirtió en rey, y los descendientes de Eadberht, como Ælfwald, hijo de Oswulf y Osred, hijo de Osgifu, disputaron el trono de Northumbria hasta finales del siglo. El último descendiente conocido de Eadberht es el hijo de Osgifu, San Alhmund, asesinado en 800 por orden de Eardwulf, y reputado como mártir.